# Baeacis rufithorax
Baeacis rufithorax är en stekelart som beskrevs av Granger 1949. Baeacis rufithorax ingår i släktet Baeacis och familjen bracksteklar. Inga underarter finns listade.